# Fronteira dos Vales
Fronteira dos Vales là một đô thị thuộc bang Minas Gerais, Brasil. Đô thị này có diện tích 318 km², dân số năm 2007 là 4835 người, mật độ 15 người/km².